# ليليان ديكسون
ليليان ديكسون (بالإنجليزية: Lillian Dickson)‏ هي مؤرخة أمريكية، ولدت في 29 يناير 1901 في بريور ليك في الولايات المتحدة، وتوفيت في 14 يناير 1983.